# Mohrenhaus
Das so genannte Mohrenhaus, auch Schloss Mohrenhaus, ist ein denkmalgeschütztes Herrenhaus in der sächsischen Stadt Radebeul. Es liegt auf einem großen, inzwischen bewaldeten Weinbergsanwesen im Stadtteil Niederlößnitz in der Moritzburger Straße 51/53. Das Gebäude wurde hauptsächlich durch die Baumeister Gebrüder Ziller erstellt.

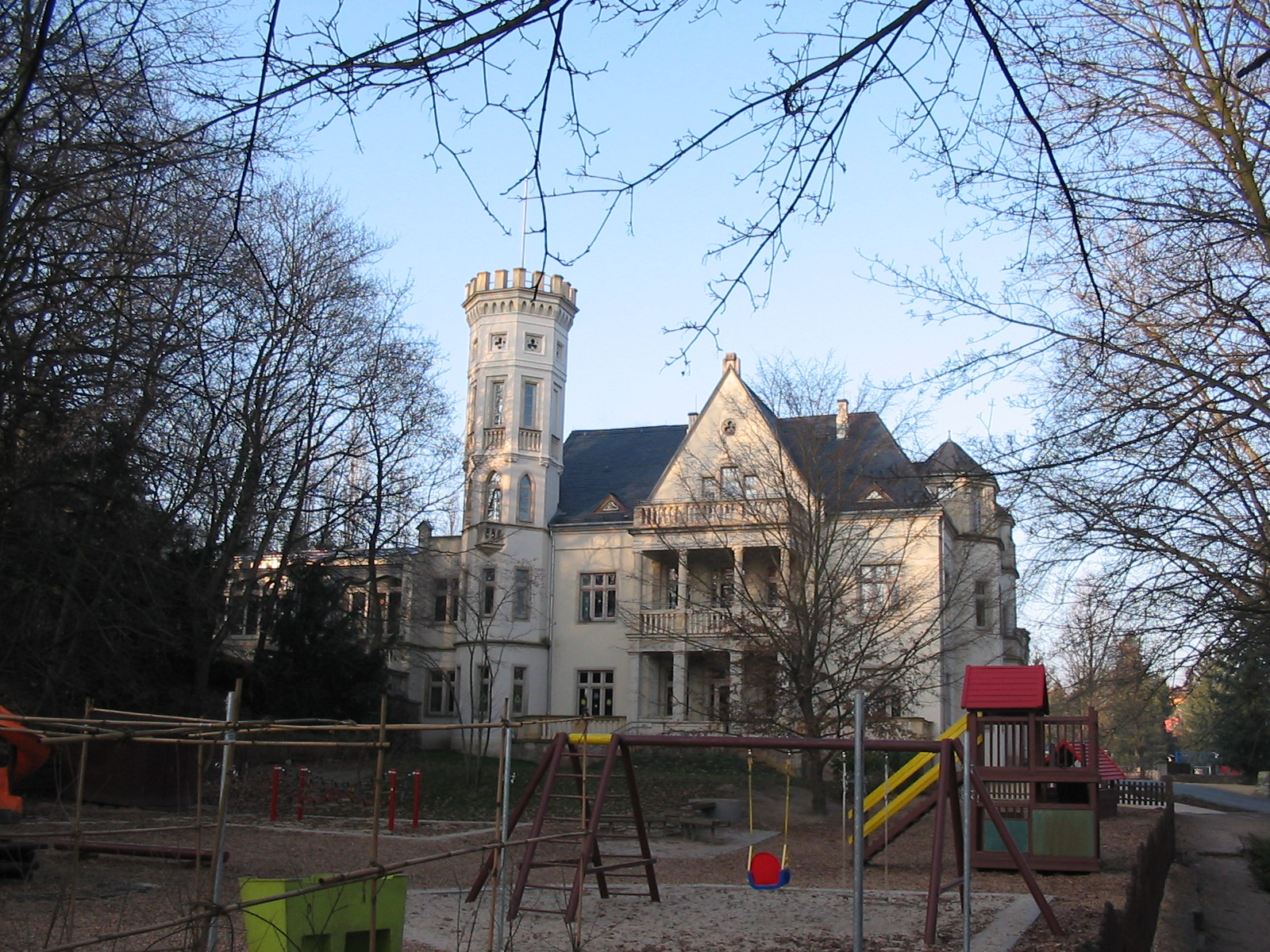
Mohrenhaus, Gartenseite (zweigeschossiger Altan)

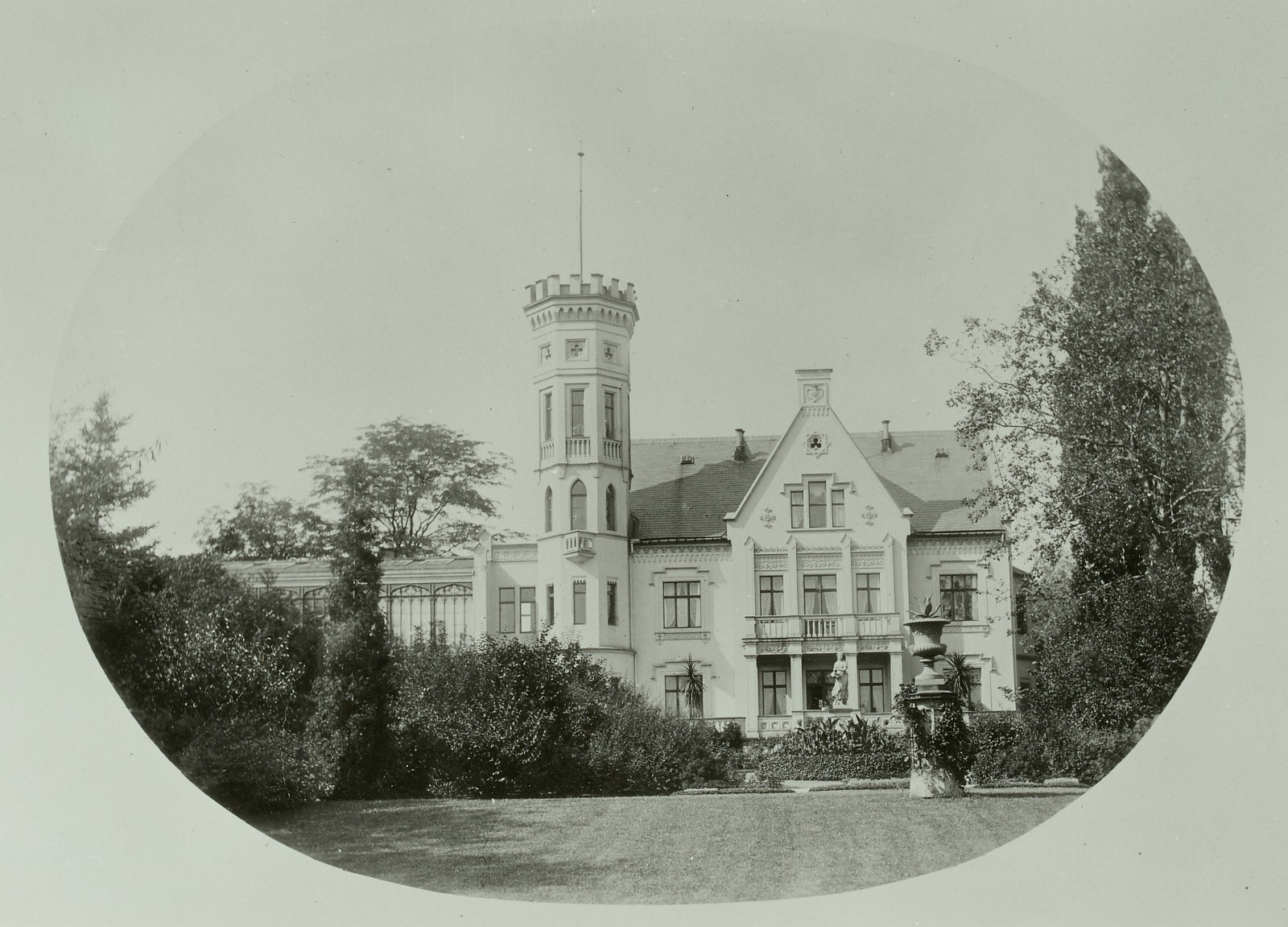
Mohrenhaus, Gartenseite (eingeschossiger Altan, links der Wintergarten, rechts noch kein Portalflügel), Foto von E. A. Donadini (um 1900)

Heute befinden sich dort eine Kindertagesstätte sowie ein offenes „Kinder- und Jugendhaus“ in der Trägerschaft des Deutschen Kinderschutzbunds, dessen Radebeuler Verwaltung sich dort ebenfalls befindet. Im ehemaligen Gärtnerhaus (Moritzburger Straße 53) befindet sich der Kinderhort „Gärtnerhaus“.
Das Mohrenhaus stand spätestens ab 1979 als Denkmal der Architektur unter Denkmalschutz. Es wurde bereits 1904 von dem Kunsthistoriker Cornelius Gurlitt in seiner Fundamentalinventarisation der Kunstdenkmäler aufgeführt, noch vor dem Umbau durch Max Herfurt und Alwin Höhne, die insbesondere das mächtige Eingangsportal schufen. Gurlitt schrieb: „Ueber dem Kellereingang ein Kopf als Schlussstein (18. Jahrh.). Die Baulichkeiten gehören dem 19. Jahrhundert an.“

## Beschreibung
Das Anwesen, umgeben von Einfriedungsmauern einschließlich Toranlagen, ist ein großer Waldpark auf halber Höhe und auf der westlichen Seite der Moritzburger Straße, zwischen der Mohrenstraße im Süden und der Kottenleite im Norden. Der Waldpark liegt inmitten des Landschaftsschutzgebiets Lößnitz sowie des Denkmalschutzgebiets Historische Weinberglandschaft Radebeul; er steht als denkmalpflegerische Nebenanlage unter Schutz. Darin liegen mehrere als Baudenkmäler ausgezeichnete Bauwerke. Eine Gebäudegruppe, bestehend aus dem Mohrenhaus selbst mit angebautem Wintergarten sowie verbundenen Wirtschaftsgebäuden, liegt am oberen Ende einer Zufahrtsallee, die vom Tor an der südöstlichen Grundstücksecke schräg in das Gelände hineinführt. Westlich des Mohrenhauses stehen ein Gartenpavillon und weiter drinnen im Park eine Künstliche Ruine. Östlich und unterhalb des Mohrenhauses liegt direkt an der Moritzburger Straße das ehemalige Winzerhaus, später Gärtnerhaus (Moritzburger Straße 53).

### Herrenhaus

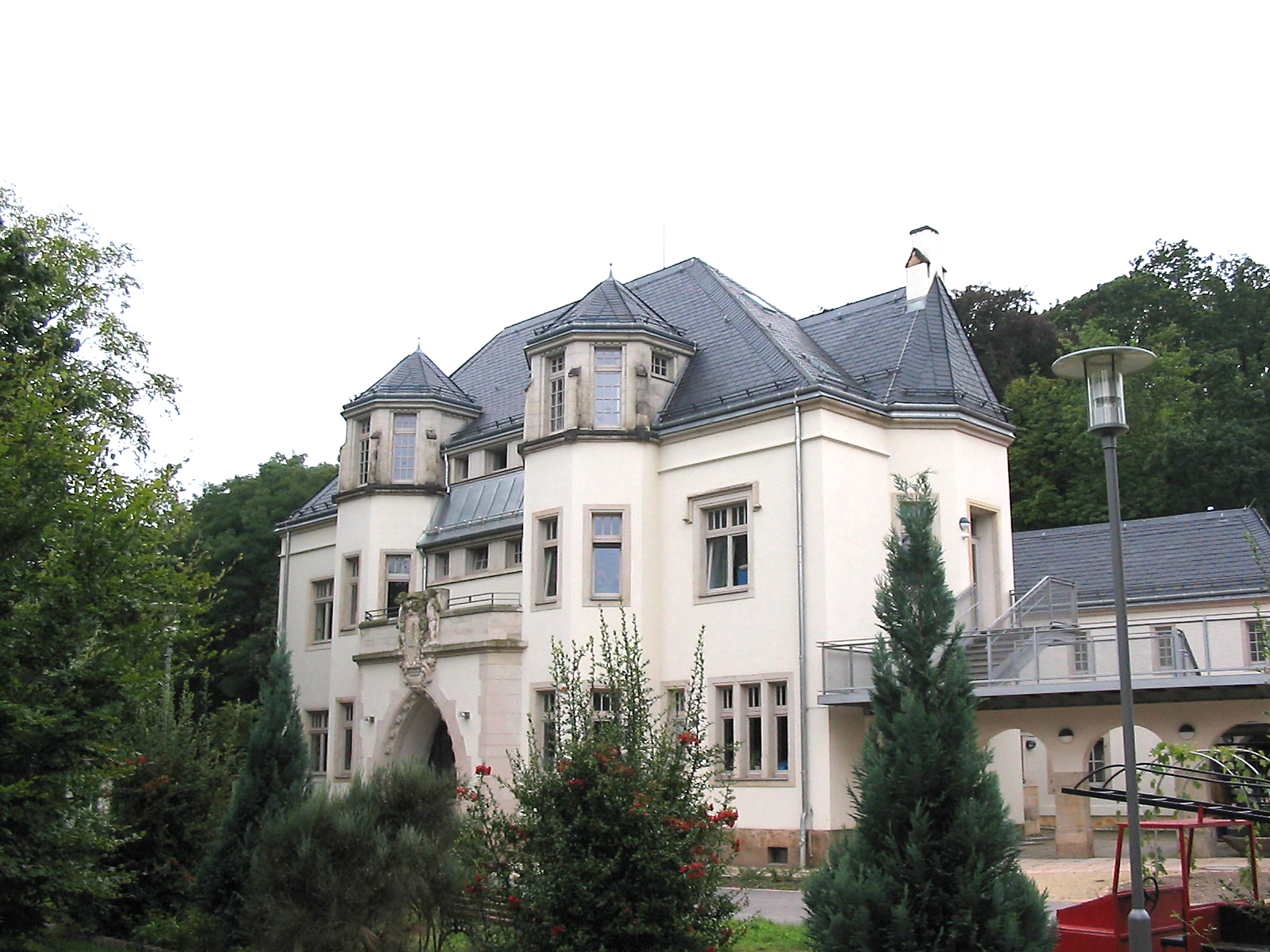
Portalseite des Mohrenhauses

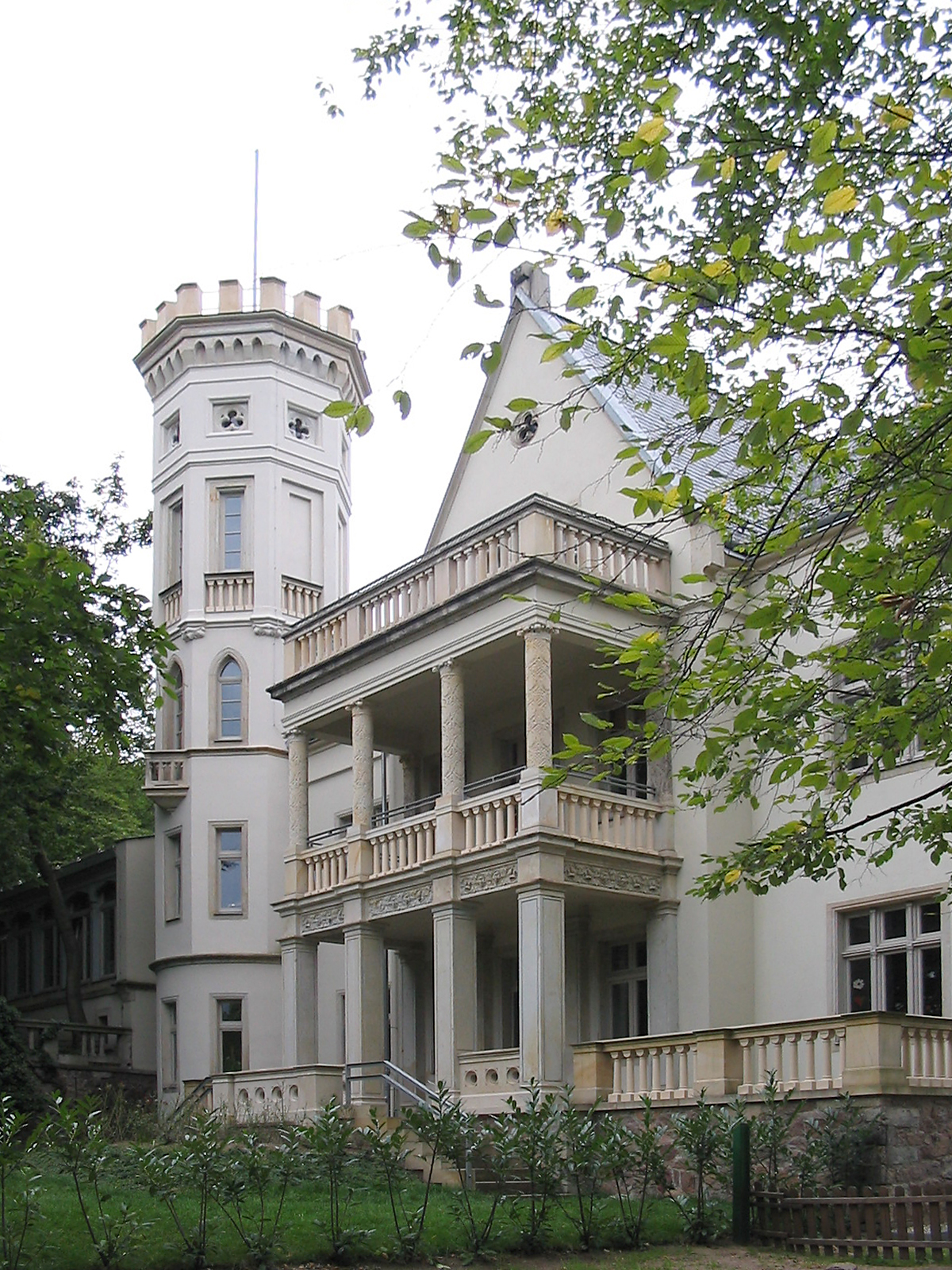
Risalit und Eckturm, dahinter der Wintergarten

Das Mohrenhaus ist ein burgartiges Herrenhaus im Stil der Neogotik, als deren repräsentatives Beispiel es im Dehio-Handbuch aufgeführt ist, speziell im Tudorstil. Der kräftige, zweigeschossige Kernbau mit schiefergedecktem Satteldach steht mit seiner Längsseite nach Süden ausgerichtet, wo er die sogenannte Gartenansicht zeigt. Auf der linken Seite nach Westen schließt sich der Wintergarten an; vor dem Übergang vom Kernbau zum Wintergarten steht der Eckturm. Auf der Nordseite des Gebäudes schließt sich im Westen ein eingeschossiger Verbindungsbau mit schiefergedecktem Walmdach zu den Wirtschaftsgebäuden an. Auf der Ostseite des Kernbaus verlängert sich die ehemalige Giebelwand nach Norden durch einen zweigeschossigen Flügelanbau, der somit die Ostfassade und mit dem dortigen mächtigen Portal eine zweite Prunkansicht erzeugt.
Die Gartenansicht besteht aus einer zweigeschossigen symmetrischen Fassade sowie dem die Südwestkante des Baus bildenden achteckigen Eckturm. Dieser ist fünf Geschosse hoch, oben schließt ihn ein Zinnenkranz mit neogotischem Zahnschnitt ab. Der Turm ist reich gegliedert, die schmalen Fenster sind teilweise spitzbogig, im Übergangsstück zur Zinne finden sich Dreipasse. Die zurückliegende Hauptansicht weist mittig einen breiten Risalit mit einem dachhohen Dreiecksgiebel auf; seitlich des Risalits befindet sich je eine Fensterachse. Der Risalit ist dreiachsig, was im sich verschmälernden Giebel durch ein Palladiomotiv aufgenommen wird, darüber durch ein kleines Rundfenster mit Dreipass. Vor dem Risalit steht ein zweigeschossiger Altan unten auf Pfeilern, oben auf Säulen, das massive Geländer als Säulenbrüstungen. Die Fenster werden durch profilierte Sandsteingewände umfasst, die verkröpften Verdachungen der äußeren Fensterachsen sind heute verschwunden. Vor der Südseite des Herrenhauses liegt eine Terrasse mit Freitreppen zum Garten.

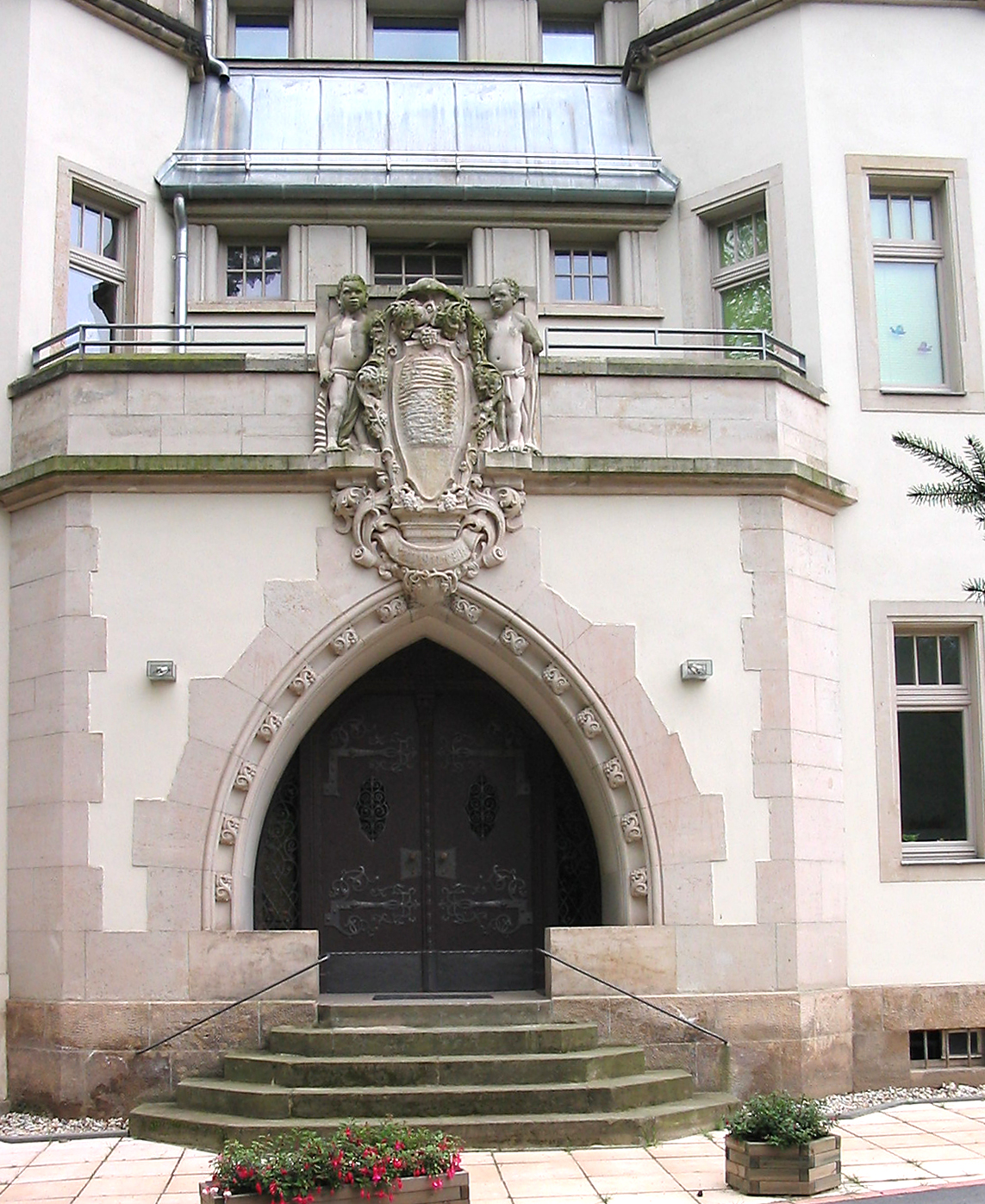
Mohrenhaus, Eingangsportal

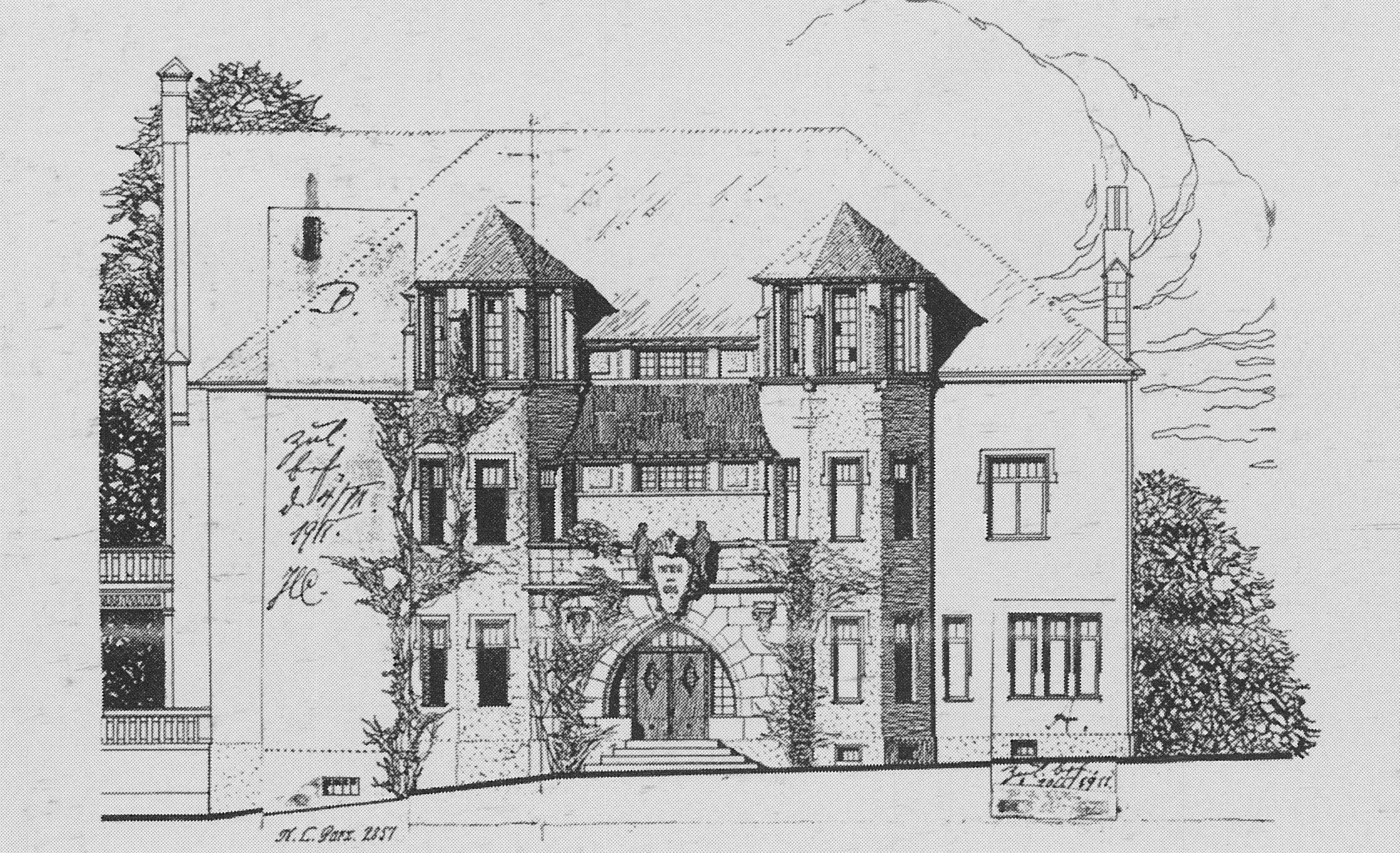
Bauzeichnung Portal, 1910/11

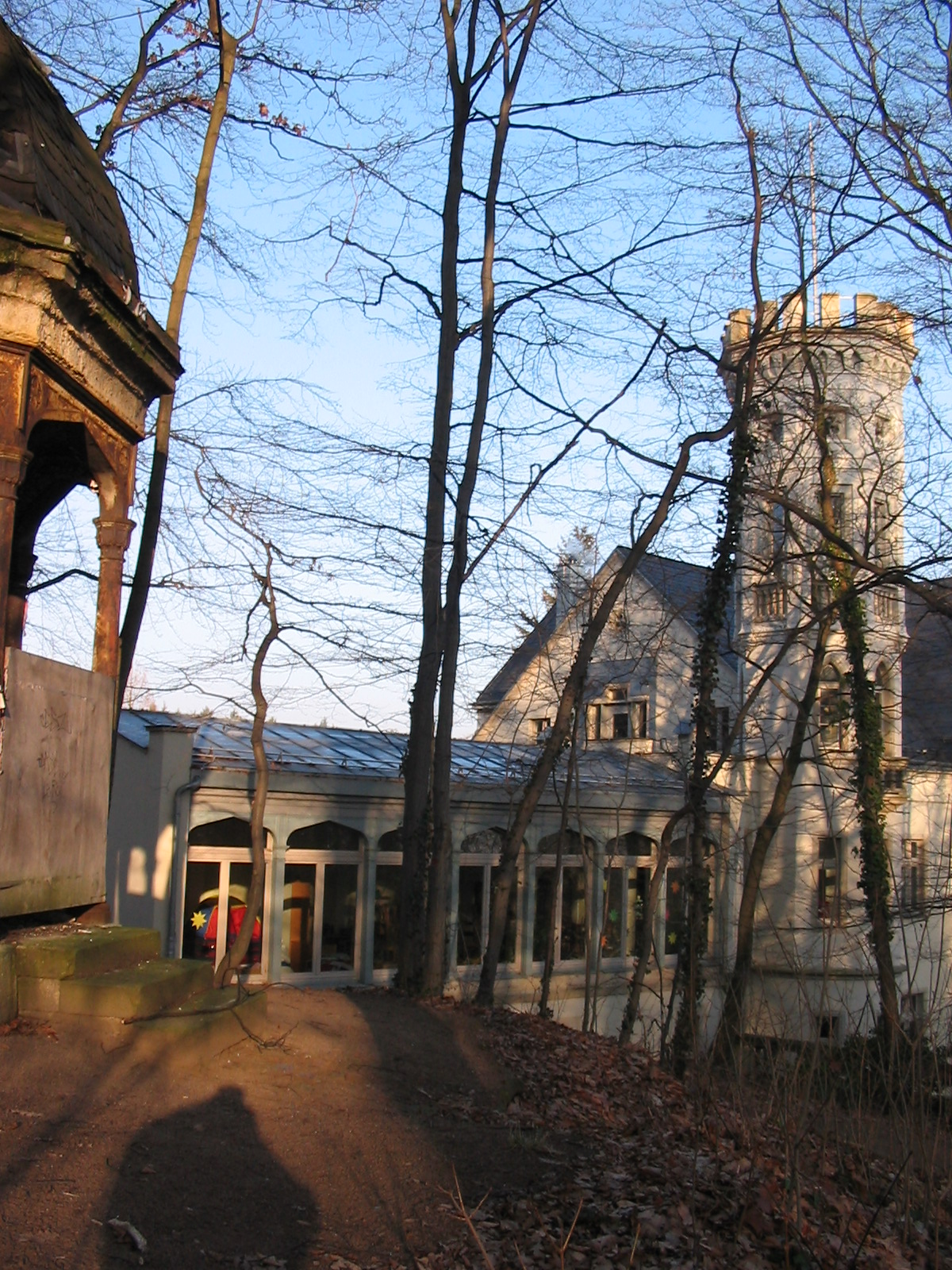
Blick vom höhergelegenen Pavillon auf den Wintergarten

Die im rechten Winkel auf der Ostseite anschließende Portalansicht nimmt die ursprüngliche Kubatur des Satteldachgiebels auf und erweitert sie nach Norden zum Anblick eines Gebäudeflügels mit hohem Walmdach, auch wenn dieser schmäler ist als der Kernbau. Der vor der Giebelwand stehende dreigeschossige, polygonale Standerker wurde gespiegelt, dann kam zwischen die beiden turmartigen Begrenzungen mit Zeltdächern der Eingangsvorbau mit einem mächtigen Spitzbogenportal mit einem Austritt aus dem Obergeschoss. Über dem Portal befindet sich vor der Brüstung des Austritts eine große von Blättern und Weintrauben gerahmte Kartusche mit leerem Wappenfeld, die von zwei „lebensgroßen Mohrenknaben“ gehalten wird, dazu eine lateinische Datierung auf 1911. „Das Wappen war eine Idee des Eigentümers Alwin Bauer (Fabrikbesitzer und Landtagsabgeordneter), der 1910 die Erweiterung und Umgestaltung hauptsächlich des Ostflügels beim Dresdner Architekten Max Herfurt in Auftrag gab. Da Bauer nicht adlig war, sollte das Wappen wohl nur eine schmückende Funktion haben. Ein Blick auf die Bauzeichnung von 1910 verrät, dass zwei Schriftzeilen (nicht lesbar) auf dem Wappenschild vorgesehen, aber niemals ausgeführt worden waren, wie auch spätere Fotos erkennen lassen.“
Zur Innenausstattung der ursprünglich „phantasievoll gestalteten Räume“ gehören ein Orient- und ein Brunnenzimmer, eine „extravagante Lichtdecke aus der Jugendstilzeit“ und kunstvolle Stuckdecken. Dazu kommen „Holzverkleidungen, Geländer, das Schnitzwerk, farbige Fenstergläser und Parkettboden“, insbesondere der abgedeckte Intarsienparkettboden im „weißen Kaminzimmer“.
Der durch die beiden nördlichen Flügel gebildete Innenhof ist der ehemalige Wirtschaftshof. Während der Verbindungsbau auf der Westseite zu den Wirtschaftsgebäuden im Norden durchgeht und damit den Hof im Westen abschließt, wird die offene Ostseite durch eine Arkadenreihe gebildet. Von diesem Innenhof ist auf „der Nordseite […] ein malerisch bewegter Aufriss mit gestaffelter Dachlandschaft und turmartigen Vorbauten“ zu sehen.
Die an der Straßenecke im Südosten beginnende Zuwegung führt mit dem Blick auf die Gartenansicht direkt vor das Eingangsportal.

### Wintergarten
Vor dem Westgiebel des Kernbaus steht ein kurzer Übergangsbau, um den dort stattfindenden Geländesprung zu überwinden. Auf dem höherliegenden Gelände, und damit auf Höhe des Obergeschosses, schließt sich nach Westen der langgestreckte historische Wintergarten an, der später als Gartensaal diente und heute als Aufenthaltsraum genutzt wird. Dieser Baukörper ist schmäler als das Haupthaus, seine Südfront liegt in der Flucht der Gartenfassade, womit er diese über den Turm hinaus nach Westen verlängert. Zahlreiche Tudorbögen bilden die Südfront des Wintergartens.

### Parkanlage

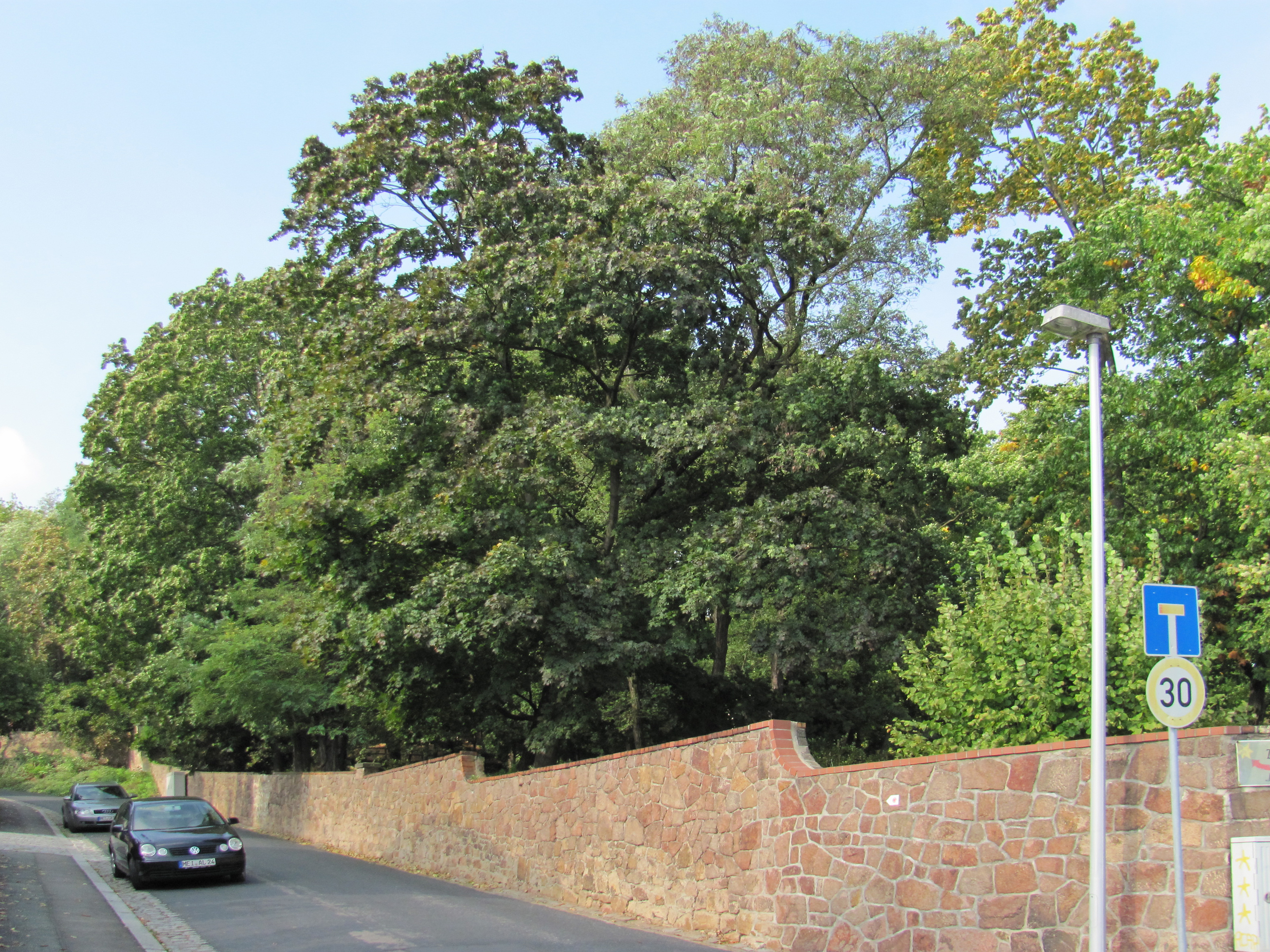
Mohrenhaus-Waldpark entlang der ansteigenden Mohrenstraße

Der über fünf Hektar große, denkmalgeschützte Park zum Mohrenhaus ist ein weitläufiges verwaldetes Grundstück, das sich auf dem Westhang des Leimgrunds oberhalb der Moritzburger Straße zwischen Mohrenstraße und Kottenleite nach Westen erstreckt und um etwa 30 Höhenmeter auf die Ebenberge aufsteigt. Teile des Parks gehören zum Landschaftsschutzgebiet.
Es gibt dort einen öffentlichen Abenteuerspielplatz, einen Barfuß- und Naturlehrpfad, einen Beachvolleyplatz sowie ein Amphitheater.
Da das Areal von Norden nach Süden sowie von Westen nach Osten stark abfällt, wird das umfriedete Waldpark-Gelände an der Moritzburger Straße und an der eingeschnittenen Mohrenstraße durch hohe Bruchstein-Stützmauern abgefangen.

### Gartenpavillon
Das als Gartenpavillon zum Mohrenhaus geschützte Einzeldenkmal steht südwestlich der Südwestecke etwas erhöht über dem langgestreckten Wintergarten inmitten des verwaldeten Parks. Es ist in einem schlechten Zustand.
Der achteckige Pavillon ist auf fünf Seiten gemauert und öffnet sich etwa nach Südosten zum Garten durch drei nebeneinanderstehende Seiten, bestehend aus gusseisernen Tudorbögen. Obenauf sitzt eine achteckige Haube, die noch teilweise verschiefert ist.

### Künstliche Ruine
Die Künstliche Ruine liegt westlich des Pavillons oberhalb eines Abhangs, der zur Südseite des Parks und zur dortigen Stützmauer abfällt. Auf einer halbrunden Bastion aus Bruchstein steht mittig eine scheinbar noch zweigeschossige Turmruine aus Bruchstein mit drei ziegelgemauerten, unterschiedlich hohen Rundbogenöffnungen, darüber ein Ziegelgurt als Geschossgesims. Im Obergeschoss ist eine kleine rechteckige Öffnung in die Bruchsteinwand gemauert.
Beidseits des Turmstumpfs stehen scheinbare Mauerreste, nach Osten mit einer rechteckigen Türöffnung.

### Wirtschaftsgebäude, Remise
Die nördlich sich um den Wirtschaftshof anschließenden Nebengebäude sind als zwei Einzeldenkmale geschützt, beide im Stil der Reformbaukunst. Auf der Westseite des Mohrenhauses, also zum Wald hin, liegt an einem Verbindungstrakt die Ecke eines eingeschossigen, hakenförmigen Gebäudes mit ziegelgedecktem Satteldach. Es enthielt die Ställe und die Waschküche.
Nördlich davon steht ein rechteckiger Bau mit Walmdach, die ehemalige Remise.

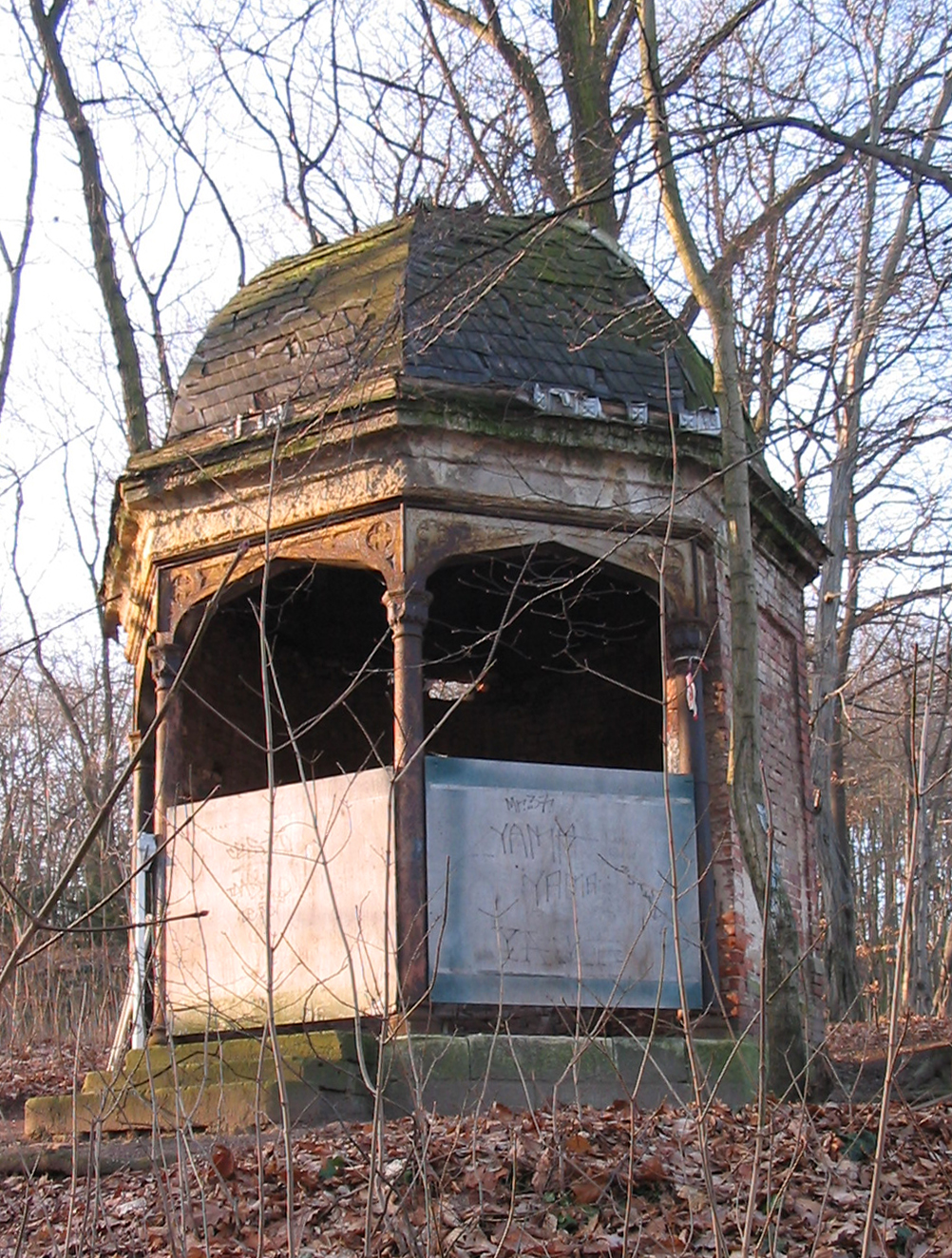
Gartenpavillon
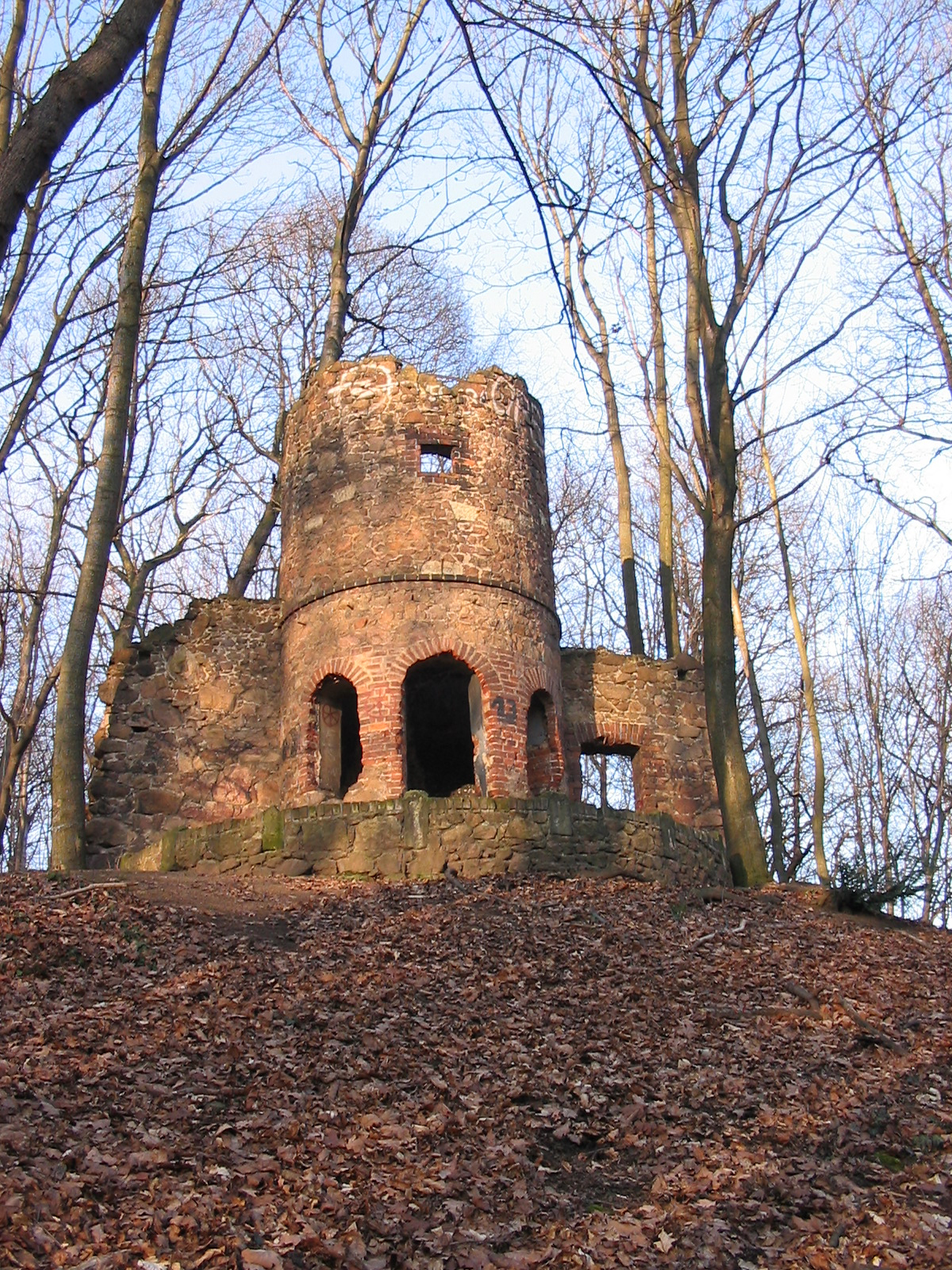
Künstliche Ruine
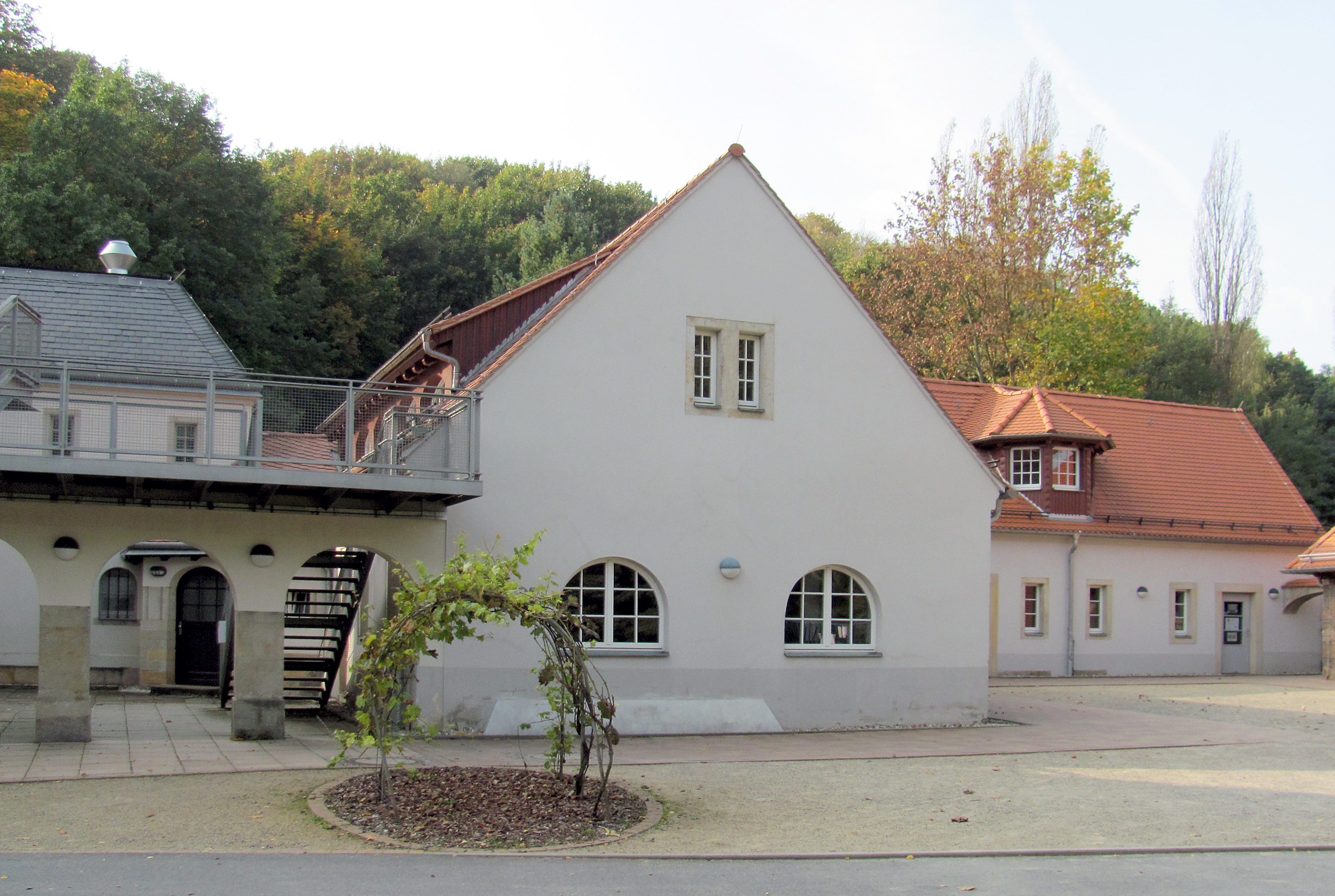
Wirtschaftsgebäude
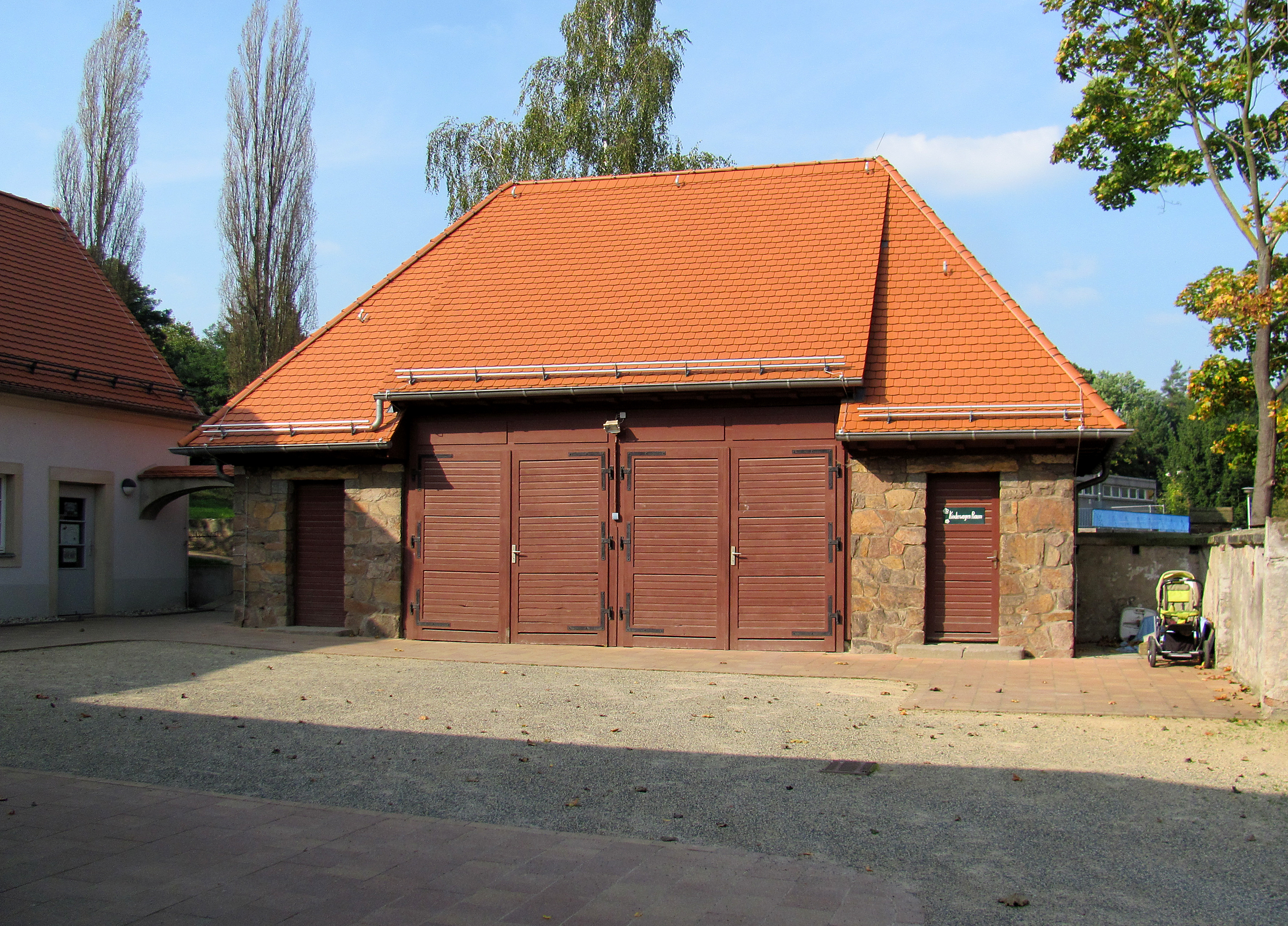
Remise

### Winzerhaus, später Gärtnerhaus

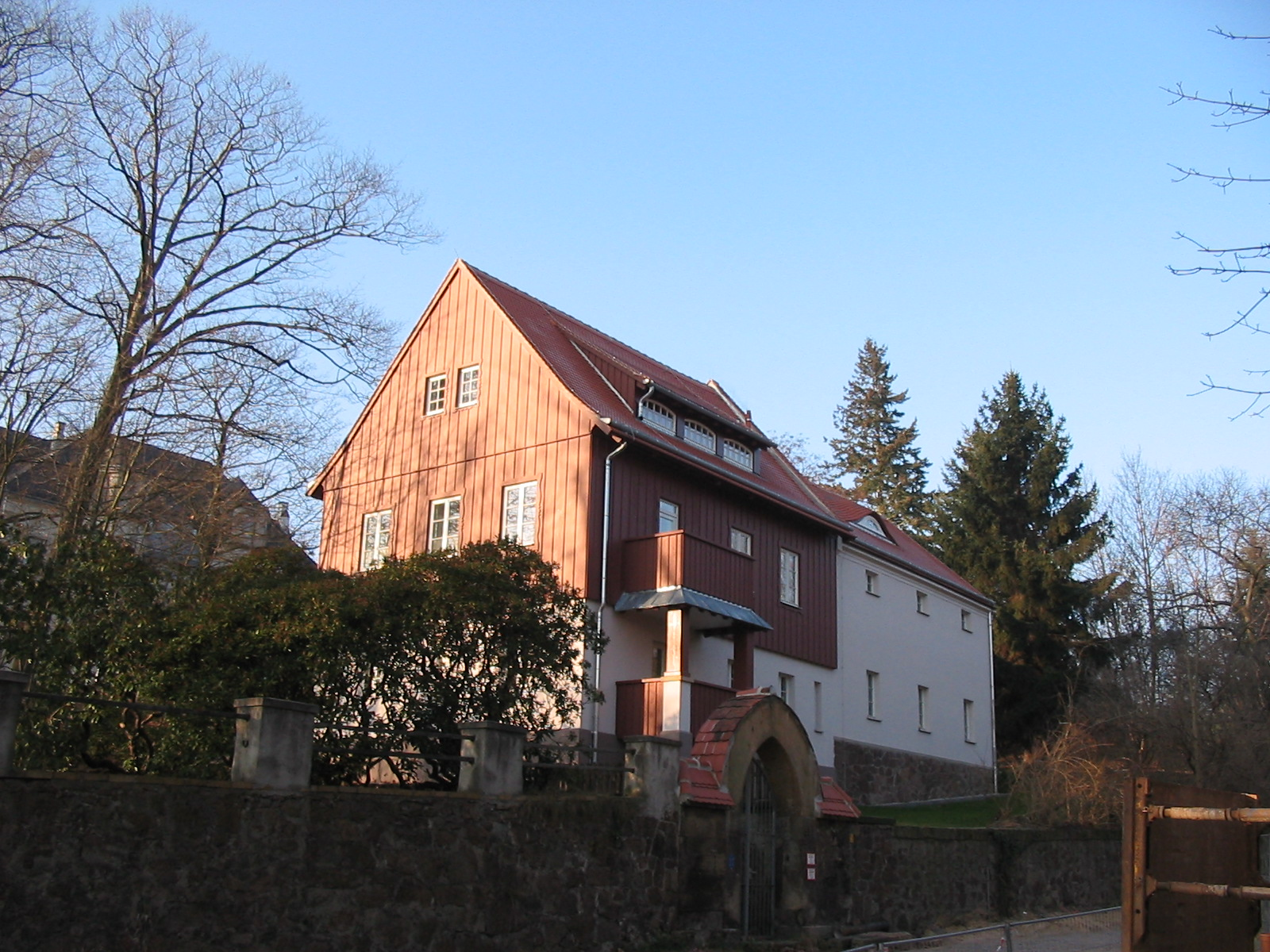
Gärtnerhaus im Mohrenhaus-Park, Straßenseite

Das denkmalgeschützte Gärtnerhaus mit Wirtschaftsanbau, vormals ein Winzerhaus wohl mit Scheune, ist ein zweigeschossiger Bau mit einem ebenfalls zweigeschossigen Anbau in der Verlängerung nach Norden. Das Gebäude direkt unten entlang der Moritzburger Straße hat heute eine eigene Adresse (Moritzburger Straße 53).

## Namensherkunft
Einer Vermutung nach soll sich der Name für das Haupthaus, „Mohrenhaus“, herleiten von der frühneuzeitlichen Flurbezeichnung eines der beiden Weinberge des Areals namens die Mohrenköpfe. Dieser Name soll entstanden sein, weil von einer bestimmten Stelle im Tal aus zwei Hügel zu sehen sein sollten, die wegen des Buschwerks obenauf die Ähnlichkeit mit zwei Mohrenhäuptern mit Kräuselhaar gehabt haben sollen. Da das Grundstück heute verwaldet ist, lässt sich dies an der Natur nicht nachprüfen.
Eine als Sage abgetane Vermutung behauptet, August der Starke (1670–1733) solle seinem Leibmohren für treue Dienste den Besitz geschenkt haben. Aus Urkunden solle allerdings hervorgehen, dass die Weinberge nie im Besitz von August waren, also auch nicht von ihm verschenkt werden konnten. Auch „finde [… man …] nirgends etwas davon, daß am Hofe des sächs. Kurfürsten je ein Mohr existent war.“ Zumindest Letzteres lässt sich schnell widerlegen, da Augusts berittener Hofmohr, gefolgt von 24 portugiesischen Mohren, anlässlich der Hochzeit von Kurprinz August III. 1719 beim Einzug der Braut Erzherzogin Maria Josepha von Österreich in Dresden ihrer Kutsche voranritt. Sein Name war Malabar und er wohnte in der Zahnsgasse im Haus „Farbe“.
Ab Januar 2021 wurde im Rahmen einer Diskussion um das Wort „Mohr“ eine Umbenennung des Hauses gefordert. In diesem Zusammenhang wurden je eine Petition für und gegen eine Umbenennung gestartet, von denen nur diejenige für die Beibehaltung des Traditionsnamens das erforderliche Quorum erreichte und beim Radebeuler Stadtrat eingereicht wurde.

## Geschichte
Das aus verschiedenen Flurstücken, Feldern und Büschen zusammengekommene Areal bestand aus zwei Flurstücken, sogenannten Bergen, womit Weinberge genannt sind: die bekanntesten Namen sind die von Bose’schen Berge, nach 1716 auch Forchheim bzw. Deittelloff (Diedelloff) sowie die Mohrenköpfe, die noch 1657 lediglich aus zwei brachen Hügelkuppen (Lehden) bestanden.
Der erste urkundlich bekannte Besitzer auf dem Anwesen war 1544 Hans Hutter aus Leipzig, ihm folgte 1561 Georg Hutter. Belegt sind dann 1564 Hauck von Schonbergk und 1576 Hans Heinrich von Schonbergk; 1602 dann ein Georg Kern. Der Eigentümer von 1621 ist unbekannt. Auf Hans Siegmund von Zeidler 1675 folgte 1678 Adolf Franz Josef von Döhlau. 1689 war Fr. Magd. Elisabeth von Bose die Eigentümerin, ihr folgte Magd. Elisabeth Freifrau von Jena geb. von Zeidler sowie 1703 der Kammerjunker und Kapitänlieutenant der kurfürstlichen Leibgarde der Fuß-Trabanten Karl Wilhelm von Bose.
Die Oberkriegskommissare Zacharias Schmieder (1711, Weinbergsname Deittelloff) sowie J. Bernhard Schmieder (1725) besaßen das Anwesen, 1766 findet sich Jul. Dor. verw. Oberproviantkommissar Heber geb. Schmieder in den Akten. Weitere Eintragungen verzeichnen 1791 Hur. Traugott Winter, 1803 den Kaufmann in Dresden Karl Traugott Winter sowie 1817 den Oekonom in Dresden Heinrich August Hilliger. Ein Heinrich August Hilliger war später Gemeindevorstand von Niederlößnitz (1839–1845), was auf einen Weinbergsbesitz in der Gemeinde hinweist.
Im Laufe der frühen Jahre diente das sich darauf befindliche Gebäude als Jagdsitz und Lusthaus, war also nicht dauerhaft bewohnt.

Karte nach 1857, zur Zeit von L. Pilgrim: Oberhalb des rot unterlegten Altfriedsteins verläuft quer die Mohrenstraße. Darüber das mit Wein bebaute Mohrenhaus-Gelände

Im Jahr 1819 kaufte Ludwig Pilgrim, ehemals ein Leipziger Kaufmann, der seit 1816 auf dem nahegelegenen Altfriedstein wohnte, den Besitz. Der Mitbegründer der Sektkellerei Bussard nutzte die Gebäude in den ersten Jahren hauptsächlich zur Lagerung von Wein. Am nach Osten gegenüberliegenden Hang, den Leimbüschen, legte er das Pilgrimswäldchen an, das später der heutige Waldpark Radebeul-West werden sollte. Der Schriftsteller und Chronist Moritz Lilie berichtet in seiner Chronik der Lößnitz-Ortschaften …, dass Pilgrim in seinem gastfreien Hause bekannte Künstler ihrer Zeit wie Jean Paul, Ludwig Tieck und Carl Maria von Weber zu Besuch gehabt hätte. Dies könnte eine Verwechslung sein, jedoch vermutlich nicht mit dem Dresdner Mohrenhaus im Coselschen Garten an der Prießnitzmündung, sondern mit Pilgrims anderem Anwesen. Dies ist im Falle von Jean Paul geklärt. Dieser besuchte nach seinem eigenen Briefverkehr mit seiner Ehefrau zweimal Pilgrims Schwager Georg Schwarz auf „Friedstein“, das 1822 noch Pilgrim gehörte und erst 1823 in den Besitz von Schwarz überging, wo dieser jedoch vermutlich schon wohnte, da Pilgrim seit 1819 auch das Mohrenhaus besaß. Dabei lernte er auch den Schwager Ludwig Pilgrim und seine Frau Elise, eine Schriftstellerin und „glühende Verehrerin Jean Pauls“, kennen sowie beider Schwiegervater, den Pädagogen Johann Peter Hundeiker. Bei der Gründung von Niederlößnitz 1839 wurde Pilgrim als einer von vier Weinbergsbesitzern in den neuaufgestellten Gemeinderat gewählt. Das Winzerhaus unten an der Straße wurde um 1850 errichtet.
Die Denkmaltopografie Radebeul schreibt: „Der Kernbau der […] Villa wurde um 1850 durch die Baumeister Gebr. Ziller errichtet.“ Da jedoch die eigene Bauunternehmung der Gebrüder Ziller erst 1867 aus dem väterlichen Betrieb von Christian Gottlieb Ziller entstand, der von 1834 bis zum Eintritt des älteren Bruders Moritz Ziller 1859 selbst zahlreiche Werke in der Region schuf, wäre der Kernbau auf den Grundmauern des Vorgängergebäudes dem Vater zuzuordnen. Oder die Denkmaltopografie verwechselt die Datierung mit dem Winzerhaus und meint die Ereignisse ab 1868.
Im Jahr 1861 verkaufte Pilgrim das Anwesen an den Großkaufmann Johann Daniel Souchay, der sich zur selben Zeit in Dresden seine Villa Souchay (heute als Schloss Eckberg bekannt) bauen ließ. Die nördlichen, ehemals freistehenden Wirtschaftsbauten wurden teilweise vor 1868 errichtet.

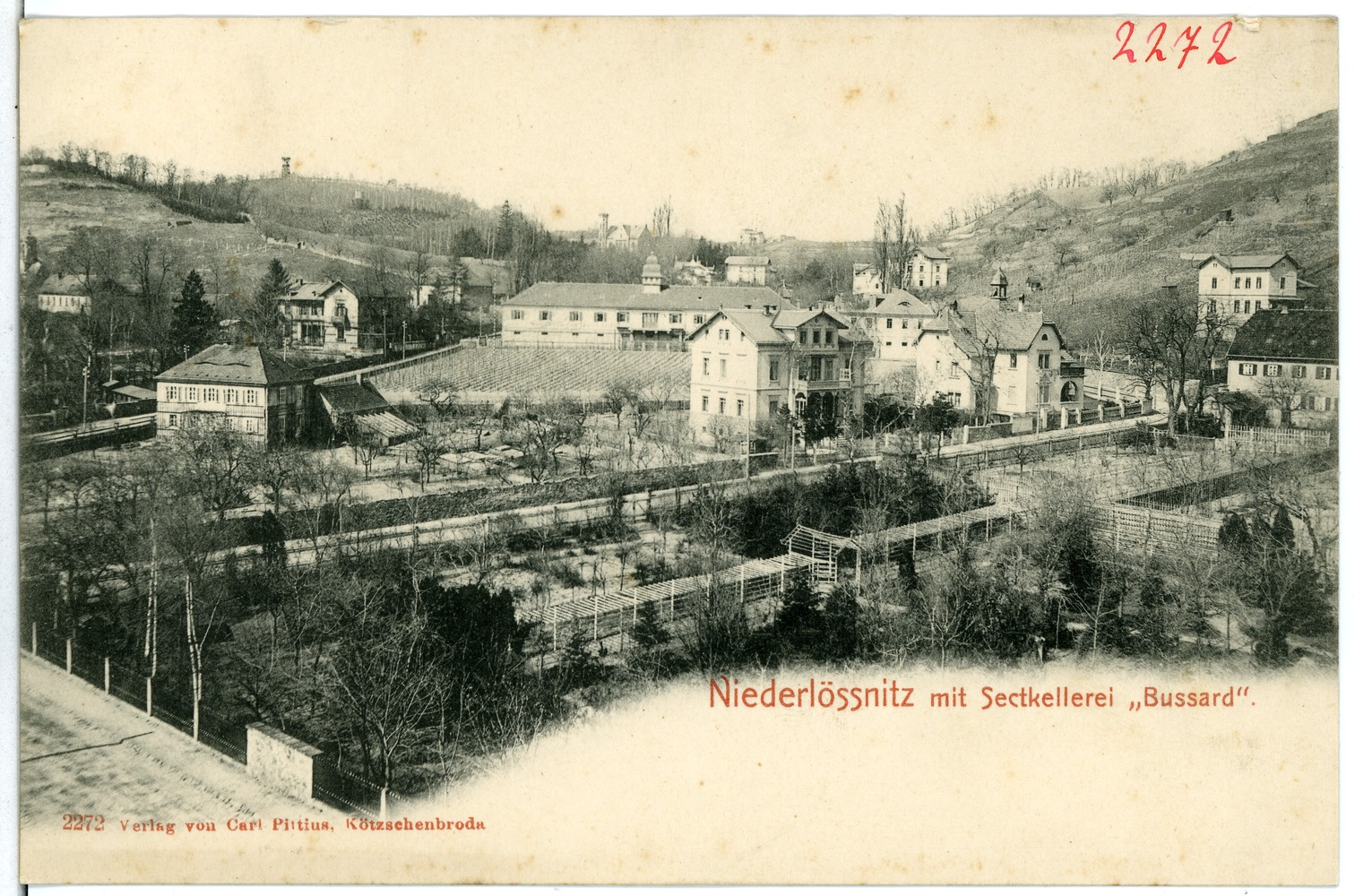
Sektkellerei Bussard, Postkarte von 1902. Neben dem Dachreiter in der Ferne das Mohrenhaus mit dem nach links ansteigenden Gelände, auf dem noch der ehemalige Aussichtsturm zu sehen ist; schräg rechts darunter steht die künstliche Ruine.

Der folgende Eigentümer (1866–1876), Rittmeister a. D. Wilhelm Feodor Demiani ließ von 1868 bis 1871 den „großen einfachen Fachwerkbau mit hohem spitzem Ziegeldach und Weinspalier bis unters Dach“ (vergleichbar mit Haus Breitig) abreißen und durch ein neues „stilvolles Schlösschen“ mit dem markanten Aussichtsturm im Stil der Neogotik mit einigen Formen des Tudorstils durch die Baufirma „Gebrüder Ziller“ errichten und den heutigen Park anlegen. Der schlossähnliche Charakter des Bauwerks entstand durch Zitate des neogotischen Schlosses Eckberg in Dresden. Dazu kam ein Küchengebäude an der Stelle des Verbindungsbaus zu dem querstehenden Wirtschaftsgebäude sowie ein Stall in der nördlichen Verlängerung. Demiani ließ sich die Ausführung seines Prachtgebäudes 8341 Taler kosten, womit er sich wohl übernahm. Der Kaufmann Albert Jordan aus Magdeburg, Besitzer von 1876 bis mindestens 1895, ließ 1876/77 den Wintergarten an den Westgiebel anbauen. Abseits der Gebäude entstand ein heute nicht erhaltenes Gewächshaus, zudem kam der Anbau an das Winzerhaus.
Otto Harlan, Konsul, Bankier und Grundbesitzer auf Uhsmannsdorf, Schwiegersohn des Dresdner Großindustriellen Gottlieb Traugott Bienert sowie Vater des Schriftstellers Walter Harlan, erwarb das Mohrenhaus 1896 für 150.000 Mark. Walters Kinder, darunter der spätere Musiker Peter (1898–1966) und der spätere Regisseur Veit (1899–1964), verbrachten dort auf des Großvaters Anwesen „unvergessliche Abenteuerferien“. Nach Otto Harlans Tod haben seine Erben das Anwesen 1910 verkauft.

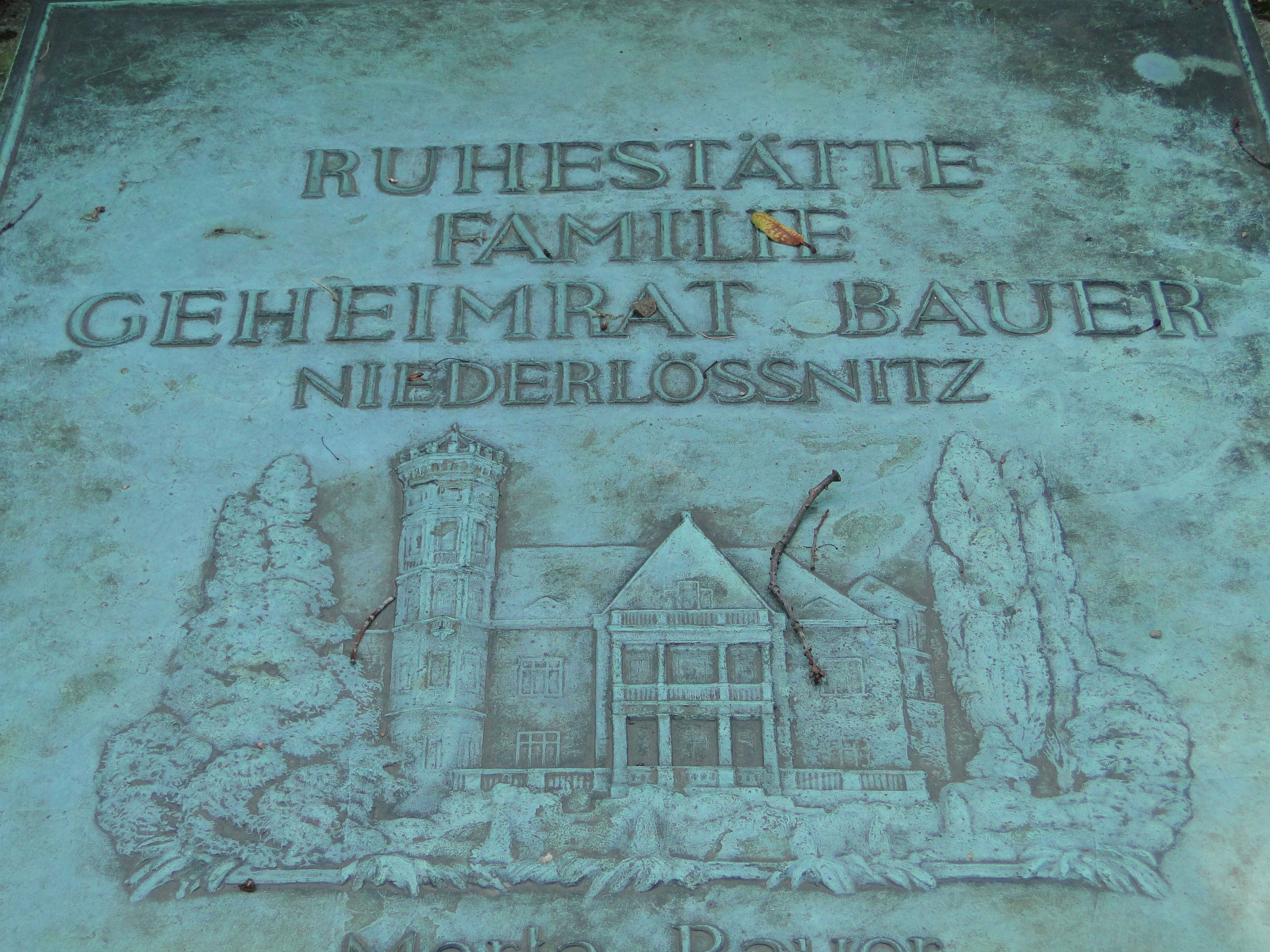
Das Mohrenhaus als Relief auf der Grabplatte von Alwin Bauer

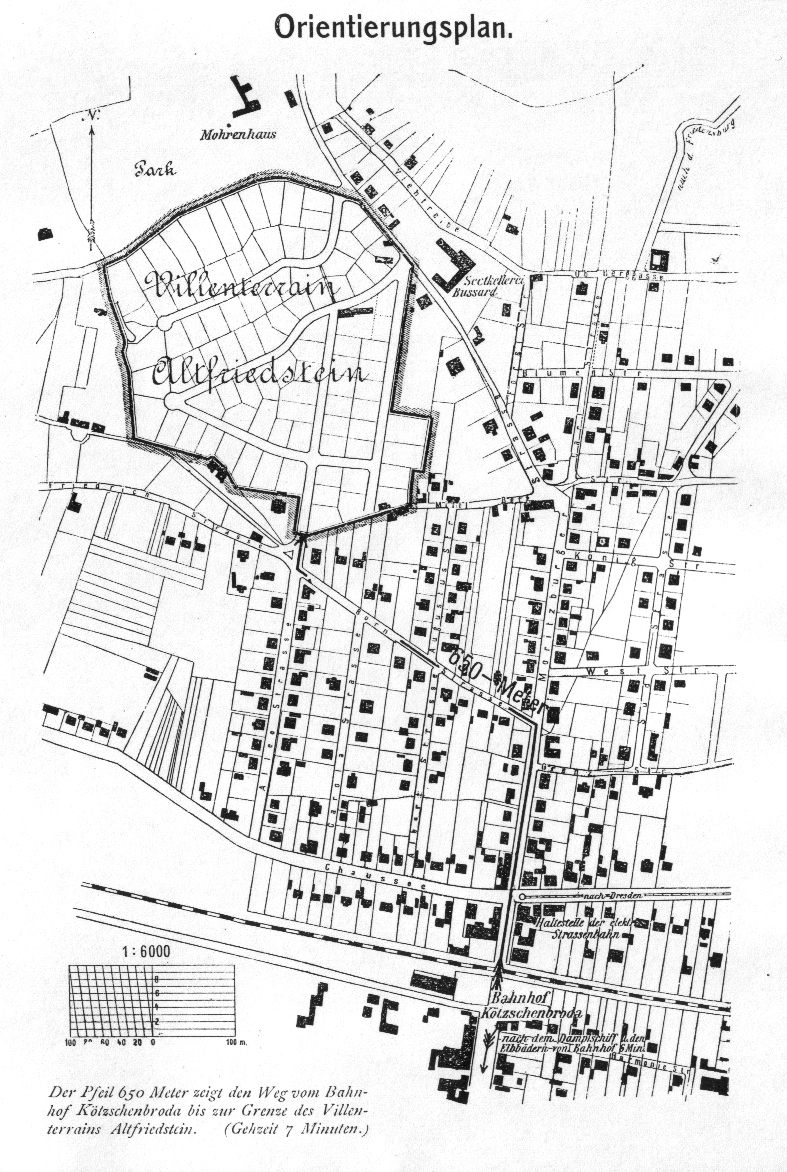
Mohrenhaus oberhalb des Planbereichs der Villenkolonie Altfriedstein. In der Gebäudedarstellung unten das Herrenhaus, nach links der Wintergarten, nach oben die Nebengebäude

Der Landtagsabgeordnete Alwin Bauer, dem das Mohrenhaus ab 1910 gehörte, ließ ab 1910 umfangreiche Umbauten durch den Architekten Max Herfurt (Baumeister Alwin Höhne als Fa. „Gebrüder Ziller“ [Nachf.]) ausführen, unter anderem den Haupteingang mit dem mächtigen Portal und der von zwei Mohrenfiguren gehaltenen Widmungstafel nach Osten verlegen. Ein Wirtschaftsgebäude von 1850 wurde 1911/12 zu Wohnungen für den Gärtner und den Chauffeur umgebaut. Ab 1913 wohnte Bauer auf dem Anwesen. Im Jahr 1915 wurde die Einfriedung erneuert. Nach Bauers Tod 1928 ging das Gebäude an seine Erben und wurde nach 1931 von diesen verkauft.
Die Akten belegen von 1933 bis 1940 eine Else Schön vhl. Bruno Schön (Kaufmann), dann von 1941 bis 1944 die F. E. Weidemüller A.-G. in Schönborn-Dreiwerden (b. Mittweida). Im Jahr 1944 diente das Gebäude als Haushaltungsschule des Bundes Deutscher Mädel, Eigentümer war der in der Hitlerjugend gleichgeschaltete Reichsverband Deutscher Jugendherbergen.
Mit dem Ende des Zweiten Weltkriegs im Mai 1945 ging das Anwesen in das Eigentum der Stadt Radebeul (Dezernat für Volksbildung) über. Im Januar 1946 wurden darin eine Kindertagesstätte und ein Kinderheim eingerichtet, von 1947 bis 1950 diente das Haus auch als Schule der Freien Deutschen Jugend, die 1948 innere Umbauten des Mohrenhauses beantragte. Dort sowie in Schloss Wackerbarth und zwei weiteren Stätten war 1954 das Heimkombinat „Korea“ für nordkoreanische Kinder und Jugendliche untergebracht, das sich einen Kohleschuppen errichtete. Nördlich des Hauses entstand 1971 bis 1973 auf einem Teil des Grundstücks die inzwischen wieder abgebrochene Waldparkschule (Typ Dresden Atrium), die ihren Hort im Mohrenhaus betrieb.
Nach der Wende ging 1991 die Nutzung als Kindertagesstätte in die Trägerschaft des Deutschen Kinderschutzbundes über, dessen erster sächsischer Ortsverein dort im Haus gegründet wurde. Der Kinderschutzbund betreibt die Kindertagesstätte und seit 1993 zusätzlich einen Jugend-Freizeittreff. Von 1992 bis 2004 wurden dort im Haus die Kinder betreut, dann mussten sie wegen Baufälligkeit zahlreicher Örtlichkeiten das Mohrenhaus vorübergehend verlassen. Die Südloggia und der Turm waren da bereits gesperrt und das Dach undicht. Mit Hilfe der Stiftung Denkmalschutz wurden in reichlich einem Jahr die wichtigsten Dinge saniert, und auch die Fassade wurde gestrichen. Nur für den Turm reichte es nicht, einiges wurde notgesichert. 2006 konnten die Kinder in ihr „Märchenschloss“ zurückkehren. Im Inneren wartet Weiteres auf die Sicherung bzw. Restaurierung.

## Auszeichnungen
Der Bauherrschaft des Mohrenhauses wurde anlässlich des Radebeuler Bauherrenpreises 2006 eine „Besondere Würdigung für die denkmalgerechte Sanierung des Mohrenhauses und dessen Erhaltung als öffentliche Kinder- und Jugendeinrichtung“ ausgesprochen.
Das Mohrenhaus ist eines von fünf Gebäuden in Radebeul, das durch die Deutsche Stiftung Denkmalschutz eine direkte Förderung erhielt (Stand 2016: Haus Fliegenwedel, Mohrenhaus, Meinholdsches Turmhaus, Haus Lorenz, Kulturbahnhof Radebeul Ost).

## Rezeption
Die Chefredakteurin von Monumente, der Zeitschrift der Deutschen Stiftung Denkmalschutz (DSD), beschreibt die ehemalige Fabrikantenvilla Mohrenhaus als eine „der schönsten Villen“ der Lößnitz:

„Ein zinnenbekrönter, schlanker Turm schraubt sich in die Höhe. Er überragt ein verwildertes Schloss im hügeligen Park. […] Über dem herrschaftlichen Eingang grüßen zwei Mohren. Dahinter öffnet sich eine Art Rittersaal, von dem aus verwinkelte Gänge und Treppen in exotische Reiche führen. So könnte ein Märchenschloss aussehen, wie es sich Kinder in ihren Träumen vorstellen. […] Ist dies doch ein idealer Ort, um die blühende Phantasie, die Kinder von Natur aus haben, am Leben zu halten und ihnen einen Alltag zu ermöglichen, in dem die Jungen sich mühelos in Ritter und die Mädchen in Burgfräulein verwandeln können.“

Und auch der verwaldete Park wird von der DSD beschrieben:

„Unbeschnittene Bäume und wildwachsende Sträucher laden dazu ein, Entdeckungstouren zu machen, zu klettern und sich ein verborgenes Plätzchen zu suchen. […] Der Park ist hügelig genug, um hier im Winter Schlitten zu fahren, und so ausgedehnt, dass man im Sommer Picknickdecken ausbreiten und das Frühstück in die Natur verlegen kann.“

Die Schwärmerei für das Mohrenhaus-Anwesen mit seinem weitläufigen Park ist nicht neu: Schrieb doch bereits die im nahegelegenen Schloss Wackerbarth geborene Elise Polko vor knapp hundertfünfzig Jahren von

„Tieck’scher Romantik in jenem mondbeglänzten Zauberwalde von Mohrenhaus.“

Anfang des 20. Jahrhunderts verbrachten die Kinder des Schriftstellers Walter Harlan, darunter der spätere Musiker Peter (1898–1966) und der künftige Regisseur Veit (1899–1964), auf des Großvaters (Otto Harlan) Anwesen „unvergessliche Abenteuerferien“.

### Fachliches
- Frank Andert (Red.): Stadtlexikon Radebeul. Historisches Handbuch für die Lößnitz. Hrsg.: Stadtarchiv Radebeul. 2., leicht geänderte Auflage. Stadtarchiv, Radebeul 2006, ISBN 3-938460-05-9.
- Cornelius Gurlitt: Die Kunstdenkmäler von Dresdens Umgebung, Theil 2: Amtshauptmannschaft Dresden-Neustadt. In: Beschreibende Darstellung der älteren Bau- und Kunstdenkmäler des Königreichs Sachsen. Band 26, C. C. Meinhold & Söhne, Dresden 1904, S. 134. (Digitalisat Niederlössnitz. Weitere Bauten. Moritzburger Strasse Nr. 45. Mohrenhaus. Blatt 147)
- Markus Hänsel; Thilo Hänsel; Thomas Gerlach (Nachwort): Auf den Spuren der Gebrüder Ziller in Radebeul. Architekturbetrachtungen. 1. Auflage. Notschriften Verlag, Radebeul 2008, ISBN 978-3-940200-22-8.
- Volker Helas (Bearb.): Stadt Radebeul. Hrsg.: Landesamt für Denkmalpflege Sachsen, Große Kreisstadt Radebeul (= Denkmaltopographie Bundesrepublik Deutschland. Denkmale in Sachsen). Sax-Verlag, Beucha 2007, ISBN 978-3-86729-004-3.
- Gert Morzinek: Historische Streifzüge mit Gert Morzinek. Die gesammelten Werke aus 5 Jahren „StadtSpiegel“. premium Verlag, Großenhain 2007, Kap.: Neugotik in der Niederlößnitz, S. 145–147.
- Christiane Schillig: Kindertraum in Gefahr. Das Mohrenhaus von Radebeul. In: Monumente. Deutsche Stiftung Denkmalschutz, März 2006, abgerufen am 27. März 2012.
- Dietrich Lohse: Exkursionen zu verschiedenen Wappen in unserer Stadt (Teil 3). In: Radebeuler Monatshefte e. V. (Hrsg.): Vorschau & Rückblick; Monatsheft für Radebeul und Umgebung. April 2012 (Online-Version [abgerufen am 2. April 2012] Mit der Darstellung des Wappens am Mohrenhaus).

### Literarisches
- Elise Polko: Erinnerungen an einen Verschollenen. Aufzeichnungen und Briefe von und über E. Vogel gesammelt von seiner Schwester E. Polko. J. J. Weber, Leipzig 1863.
- Elise Polko: IX.: Ein Maitag. Erinnerung an Ludwig Tieck. In: Aquarellskizzen. J. Kühtmann, Bremen 1874, S. 116–130.

### Zeitgenössisches
- Theodor Mögling: Das Neueste im Gebiete der Land- und Forstwirthschaft, so wie deren technischen Nebenfächer; oder gedrängter, systematisch geordneter Auszug aus den Protokollen der Versammlungen deutscher Land- und Forstwirthe vom Jahre 1837–1844. Carl Mäcken’s Verlag, Reutlingen 1846, S. 701–704.
- 200 Jahre „Mohrenhaus“. Im Dresdner Stadtarchiv stieß der Leiter des Museums Hoflößnitz, Frank Andert, auf die Akte zu einem Konflikt ums Mohrenhaus vor 200 Jahren, der ihm mit Blick auf eine aktuelle Kontroverse denkwürdig erscheint. In: saechsische.de vom 25. Juni 2021, abgerufen am 29. Juni 2021.